# 田中あつ子
田中 あつ子（たなか あつこ、1964年6月18日 - ）は、日本の歌手、ソプラノ、女優、司会。大阪府在住。旧芸名：田中敦子。阿部英雄、坂本紀男、久城理絵子に師事。東京音楽大学卒業。同学在学中にNHK教育テレビのふえはうたうで歌のおねえさんとしてデビューした。

## 出演作品

### TV
- 1987年 ふえはうたう（1987年4月 - 1989年3月、歌のお姉さん）- NHK教育テレビ
- 1988年 すくすく赤ちゃん（レポーター）- NHK
- 20才のきみへ（レポーター）- テレビ神奈川
- 1992年 よい子のひろば（1992年 - 1994年、歌のお姉さん）- テレビ神奈川
- 1996年 週刊SAKAI（1996年10月 - 1997年3月、レポーター）- テレビ大阪
- 土曜スペシャル ぐるり四季 富士を見る（レポーター）- テレビ東京

### 舞台
- 1991年 冨田勲 プロデュース サウンドクラウドオペラ「ヘンゼルとグレーテル（オペラ）」
  - グレーテル[5] - オーチャードホール
- 1993年 なかにし礼 プロデュース 石原裕次郎メモリアル「狂った果実」ミュージカル「湘南物語」
  - 主演 - 鎌倉芸術館
- 2016年 伊藤玄二郎 脚本・演出「～よみうたい～ビルマの竪琴」
  - 朗読 - 建長寺・久伊豆神社・東光院・仁風庵・豊中芸術文化センター

### TVCM
- 東リ「パネルカーペット」
- 四国電力
- 小林製薬「ペット アンド スモーク」
- 学習研究社「もうすぐ一年生」シリーズ（コーラス）
- 宮城県赤ちゃんの歌「君が生まれてパパは」作曲：みなみらんぼう（ボーカル）

### MC
- 浦和FM NACK5（CMナレーション）
- NHK長野放送局 中山晋平生誕100周年記念番組（司会）
- NHK交響楽団 クリスマスコンサート（司会）
- 国民文化祭 現代童謡祭（司会）
- 2016年 千里ニュータウンFM放送  歌に乗って地球散歩（2016年10月 - 2017年4月、パーソナリティー[6]）

### 著作
かまくら春秋社「椅子・２」（寄稿）